# 2MASS J07491255+5552336
2MASS J07491255+5552336 és un quàsar situat a la constel·lació del Linx.